# 아비 니아레
아비 니아레(프랑스어: Haby Niaré, 1993년 6월 26일~)는 프랑스의 태권도 선수이다. 2016년 하계 올림픽에서 여자 웰터급 은메달을 획득했으며  2013년 세계 선수권 대회에서 금메달을 획득했다.